# 岸野博之
岸野 博之（きしの　ひろゆき、1952年 - ）は、日本の外交官。内閣官房内閣審議官、駐イギリス特命全権公使を経て、駐ラオス特命全権大使。

## 人物
東京都出身。東京大学法学部卒業。1975年外務省入省。
外務省国際連合局原子力課長、内閣官房内閣情報調査室内閣衛星情報センター分析部長を経て、2003年内閣官房内閣情報調査室内閣衛星情報センター次長。
2005年のロンドン同時爆破事件では駐イギリス特命全権公使として大使館の対策本部長を務めた。
駐パキスタン公使を経て、2007年内閣官房内閣審議官内閣情報調査室次長、内閣官房内閣審議官。2010年から駐エチオピア特命全権大使。2013年駐ラオス特命全権大使。2017年同志社大学客員教授。

## 同期
- 河相周夫（12年外務事務次官・10年内閣官房副長官補）
- 別所浩郎（12年駐韓大使・10年外務審議官）
- 奥田紀宏（13年駐カナダ大使・10年駐エジプト大使・08年国連次席大使）
- 谷崎泰明（13年外務省研修所長・10年駐ベトナム大使）
- 三輪昭（14年関西担当大使・10年駐ブラジル大使・08年駐ポルトガル大使）
- 鈴木庸一（13年駐フランス大使・10年駐シンガポール大使）
- 持田繁（10年国連事務総長副特別代表）
- 門司健次郎（13年ユネスコ代表部大使・10年駐カタール大使）
- 渥美千尋（11年駐アイルランド大使・08年駐パキスタン大使）
- 山口寿男（07年駐ノルウェー大使・06年駐イラク大使）
- 水城幾雄（10年駐パナマ大使）
- 江川明夫（13年駐スロバキア大使・10年駐ザンビア大使）
- 竹内春久（13年駐シンガポール大使・11年駐沖縄担当大使・08年駐イスラエル大使）
- 西林万寿夫（13年駐ギリシャ大使・10年兼北極担当大使・12年文化交流担当大使・09年駐キューバ大使）
- 篠塚保（12年国際テロ対策・組織犯罪対策協力担当兼サイバー政策担当大使・09年駐バングラデシュ大使）
- 蒲原正義（13年駐カザフスタン大使・12年査察担当大使・9年駐グルジア大使）
- 森元誠二（13年駐スウェーデン大使・08年駐オマーン大使）
- 小林祐武（98年外務省経済局総務参事官室課長補佐）
- 椿秀洋（12年駐ボリビア大使）
- 庄司隆一（11年駐ナイジェリア大使）
- 清水武則（11年駐モンゴル大使）
- 隈丸優次（13年駐カンボジア大使）
- 藤田順三（13年駐ウガンダ大使）
- 丸尾眞（12年科学技術協力担当大使・10年駐キルギス大使）
- 名井良三（13年駐アンゴラ大使）
- 福田米蔵（11年駐ジンバブエ大使）
- 大部一秋（13年駐ウルグアイ大使）

## 著作
- 「試練に立つアキノ政権と日本の役割--政情安定化のため求められる対比支援の強化」世界週報. 71(33) [1990.08.28]
- 「これからどう出るイラクと米国-上-長期化覚悟の"湾岸戦術" (出口が見えないペルシャ湾) 」世界週報. 71(39) [1990.10.09]
- 「 これからどう出るイラクと米国-下-イラクの譲歩か軍事衝突か--9つのシナリオを検討する(湾岸危機) 」世界週報. 71(40) [1990.10.16]
- 「湾岸の危機収拾とその後の安定化策を考える--迫られる「防衛同盟」など安保体制の確立 (緊迫度増す湾岸情勢<特集>) 」世界週報. 71(45) [1990.11.20]
- 「米・イラク外相会談後の湾岸情勢を占う--開戦不可避か,和平の道が開けるか 」世界週報. 72(3) [1991.01.29]
- 「"変化のポーズ"で体制存続を図る北朝鮮--金日成父子政権下での本質的変革は期待できない 」世界週報. 72(25) [1991.07.02]
- 「過渡期の国際秩序を日米協調で強化せよ--米国の「新孤立主義」は世界を不安定に (「真珠湾」の残像<特集>)」世界週報. 72(48) [1991.12.17]
- 「「領土」と「改革支援」の同時進展を目指せ--今後の対ロシア政策をどう進めるべきか 」世界週報. 73(16) [1992.04.21]
- 「日英共同討議--冷戦後の安全保障をどう構築するか--脅威の変質と多様化に対応する課題 」世界週報. 73(26) [1992.07.07]
- 「パキスタンよ、どこへ行く--司法危機から政治危機へ 」外交フォーラム. 20(7) (通号 228) [2007.7]